# (13690) Lesleymartin
(13690) Lesleymartin (1997 RG9) – planetoida z pasa głównego asteroid okrążająca Słońce w ciągu 5,52 lat w średniej odległości 3,12 j.a. Odkryta 8 września 1997 roku.